# Alignement von Kornevec

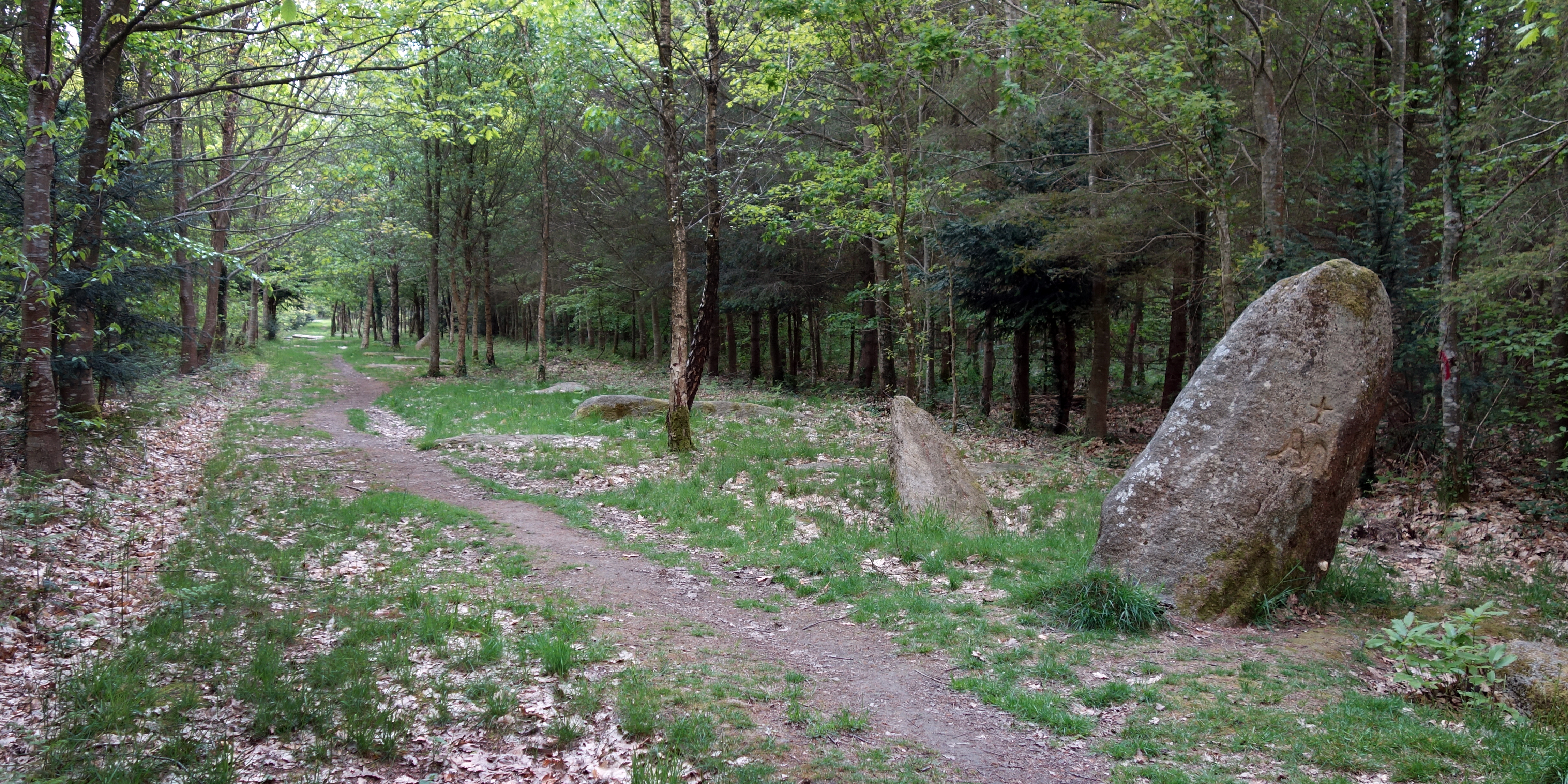
Alignement von Kornevec

Das Alignement von Kornevec (auch Cornevec oder Kernevec) ist eine seit 1934 als Monument historique geschützte jungsteinzeitliche Steinreihe im Norden des Forêt de Floranges (Wald) östlich Weilers La Loge Charlotte, südöstlich von Camors im Département Morbihan in der Bretagne in Frankreich.
Die Nordost-Südwest-orientierte, über 200 m langen Steinreihe besteht aus etwa 50 Menhiren, die im Durchschnitt eine Länge von etwa 3,0 m haben. Die meisten von ihnen sind umgefallen, nur zwei Menhire stehen noch.